# Hirondelle de fenêtre
Vous lisez un « bon article » labellisé en 2012.  Il fait partie d'un « bon thème ».
Delichon urbicum
Espèce
Synonymes
- Hirundo urbica Linnaeus, 1758
(protonyme)
- Delichon urbica (Linnaeus, 1758)
(cacographie)[1]

Statut de conservation UICN

 LC  : Préoccupation mineure
L'Hirondelle de fenêtre (Delichon urbicum) est une espèce de passereaux de la famille des Hirundinidae qui niche en Europe, en Afrique du Nord et en Asie tempérée, et qui hiverne en Afrique subsaharienne et en Asie tropicale. Elle a la tête et les parties supérieures bleutées, le croupion blanc et les parties inférieures d'un blanc pur, et occupe à la fois les paysages ouverts et les environs des habitations humaines. Elle ressemble fortement aux deux autres espèces du genre Delichon, qui sont endémiques de l'Est et du Sud de l'Asie, l'Hirondelle de Bonaparte (D. dasypus) et l'Hirondelle du Népal (D. nipalense). L'Hirondelle de Pallas (D. lagopodum), sous-espèce asiatique de l'Hirondelle de fenêtre, est parfois considérée comme espèce à part entière.
Comme son nom l'indique, l'Hirondelle de fenêtre fait souvent son nid sur les façades des maisons, dans les gîtages d'une charpente ou sur d'autres structures artificielles. Le nid est une coupe fermée, à l'entrée exiguë, placée sous les avant-toits ou des endroits similaires sur les bâtiments, souvent en colonies, et constituée à partir de petites boules de boue conglomérées. Cette hirondelle se nourrit d'insectes qu'elle attrape en vol, et migre pour assurer son alimentation.
Trois sous-espèces, parfois deux, sont reconnues. Cette espèce est chassée par le Faucon hobereau (Falco subbuteo) et d'autres oiseaux de ce genre, et peut être la cible de certains parasites, mais sa grande distribution combinée aux effectifs importants font d'elle un oiseau peu menacé au niveau mondial. Sa proximité avec l'Homme lui vaut d'apparaître dans la culture et la littérature.

## Description

### Plumage et mensurations
L'Hirondelle de fenêtre mesure de 13,5 à 15 centimètres de long. Chez les populations occidentales, dont la sous-espèce type, l'adulte a une envergure de 26 à 29 centimètres et un poids de 18,3 grammes en moyenne.
Le plumage est noir, avec des reflets bleutés luisants au-dessus et le croupion bien blanc, très visible, même de loin. Les parties inférieures sont blanches, y compris le dessous des ailes ; les courtes pattes ont également un plumage duveteux blanc. Les yeux sont bruns et le petit bec est entièrement noir ; les doigts et les parties visibles des pattes sont roses. Elle a une queue courte et fourchue, sans filets. Delichon urbicum meridionale est plus petite que la sous-espèce type. La sous-espèce D. u. lagopodum a un croupion blanc s'étendant beaucoup plus loin sur la queue, et la profondeur de la fourche de sa queue est intermédiaire entre celle des populations occidentales et celle de l'Hirondelle de Bonaparte.
Il n'y a pas de grand dimorphisme sexuel, mais la femelle a en moyenne la gorge moins blanche comparativement au blanc pur observé chez le mâle. Le juvénile, au plumage d'un noir de suie, est plus terne que l'adulte. Ses rémiges tertiaires sont liserées de blanc, et ses parties inférieures sont globalement d'un blanc plus sale, avec la gorge grisâtre. La base du bec et la mandibule ont un peu de jaune.

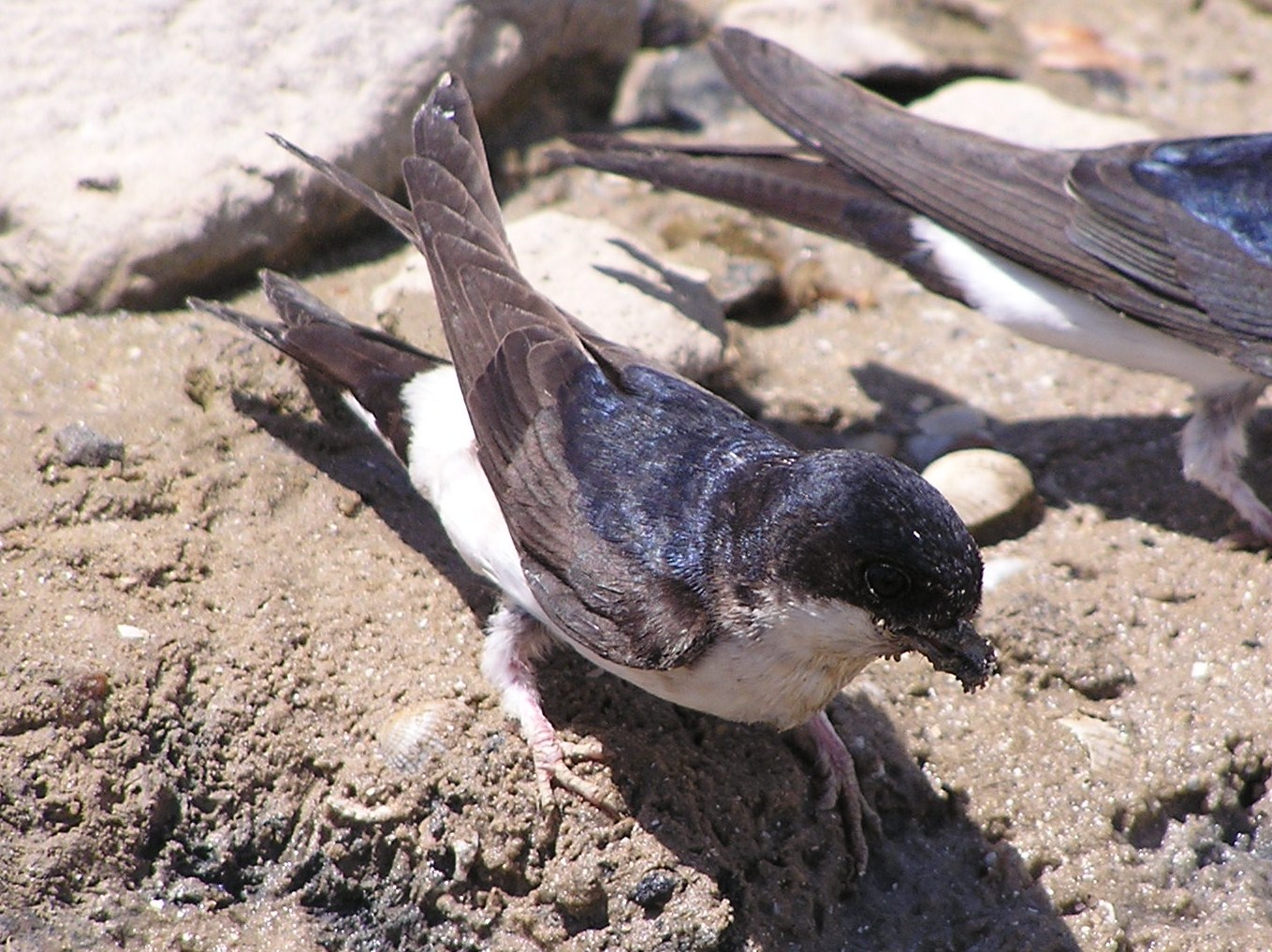
Hirondelle de fenêtre dans le sud-est ukrainien. On distingue les reflets bleutés et les plumes aux pattes.
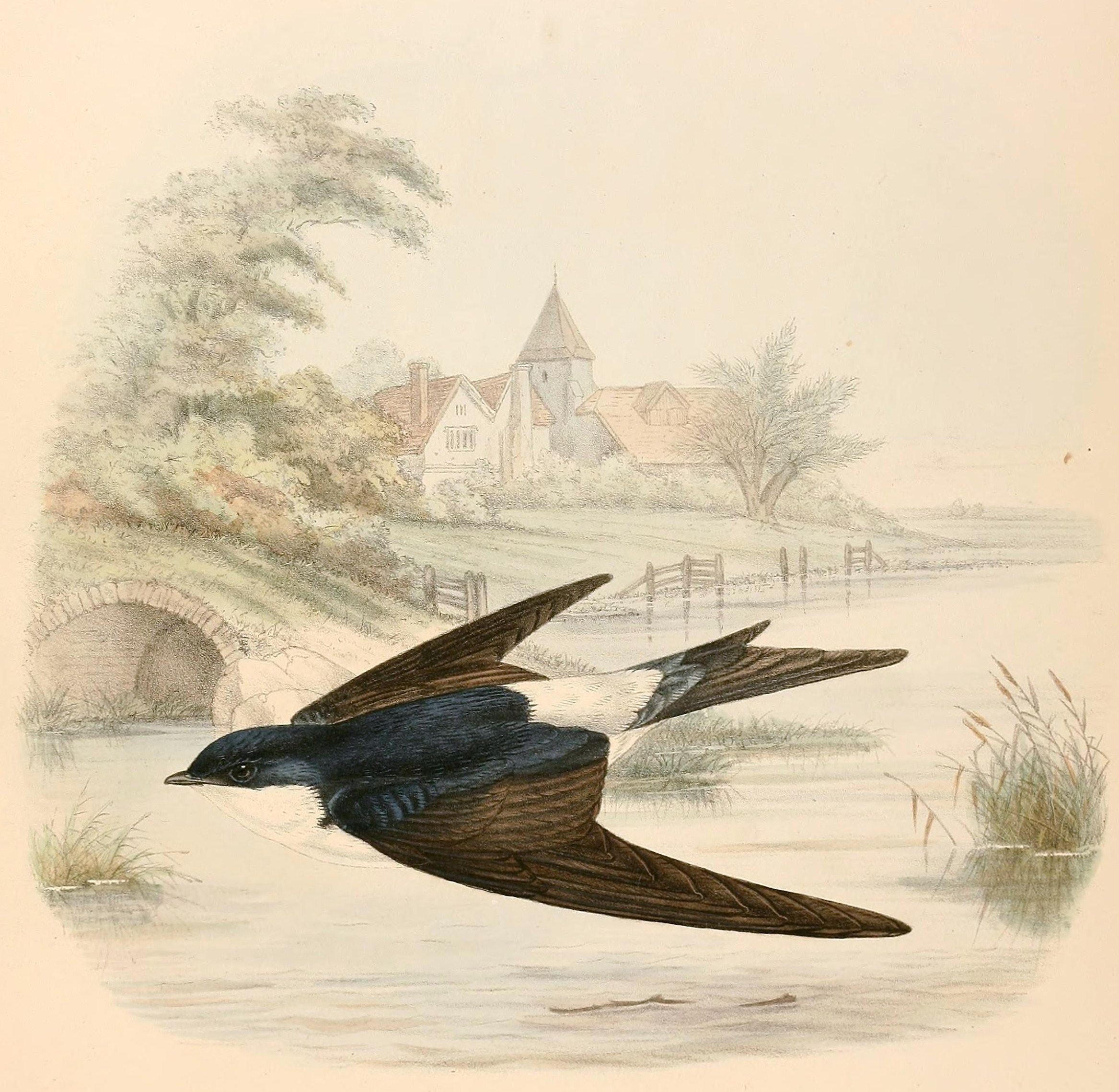
Un adulte de la sous-espèce D. u. urbicum en vol, par Richard Bowdler Sharpe.
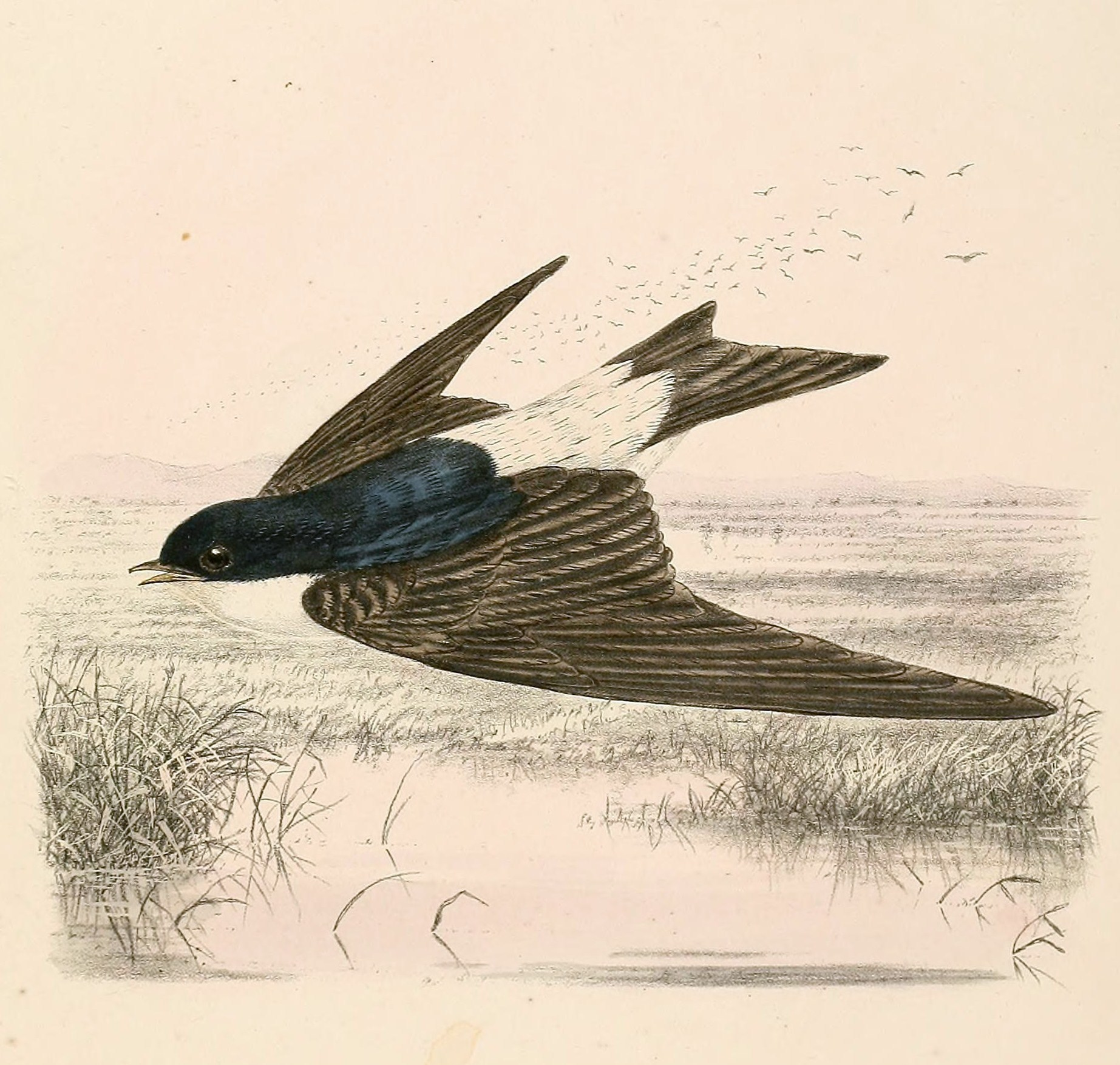
D. u. lagopodum en vol, par Richard Bowdler Sharpe. Le blanc du croupion s'étend plus loin sur la queue.
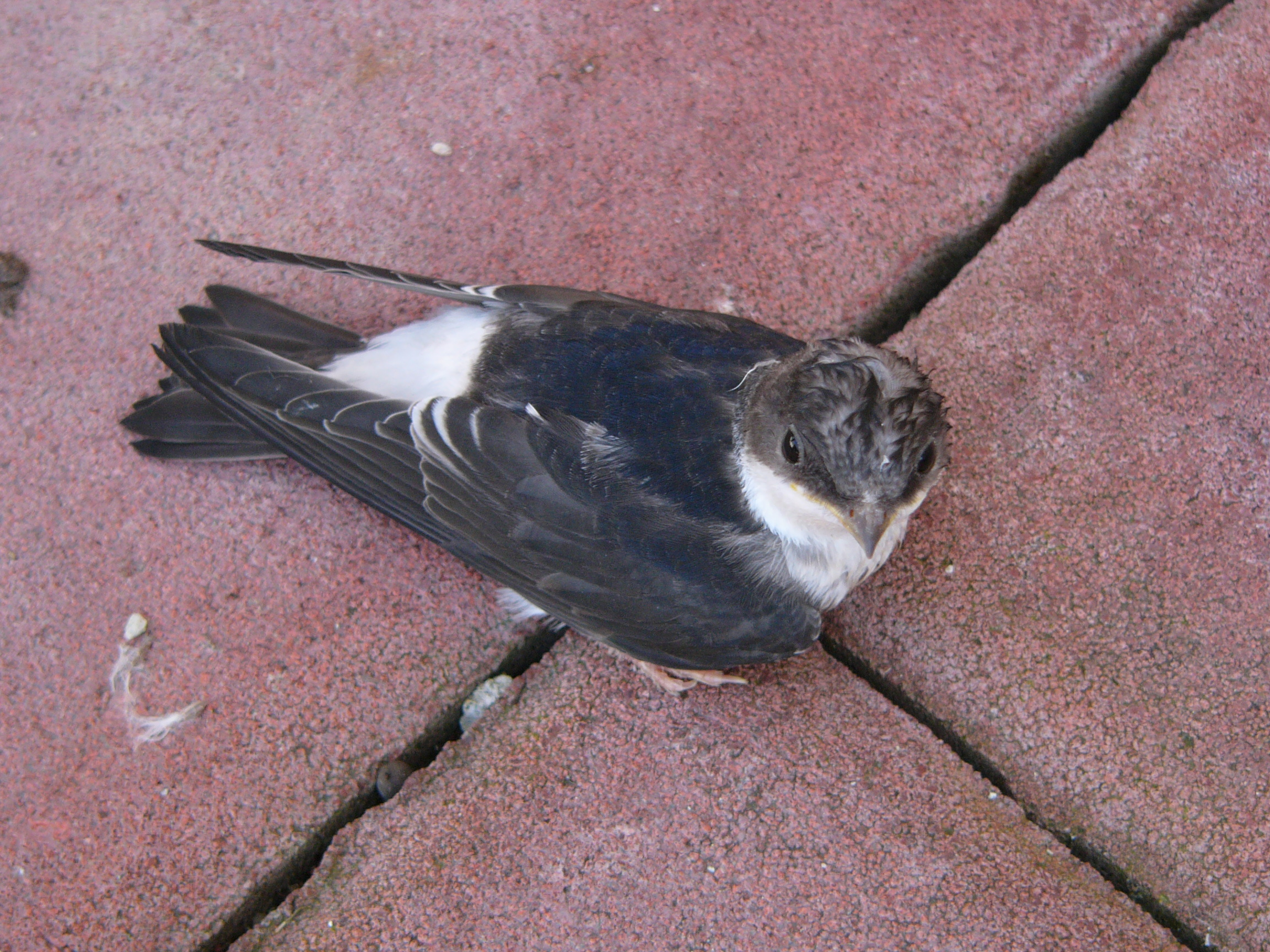
Un juvénile au sol, laissant voir ses rémiges tertiaires bordées de blanc.

### Espèces similaires

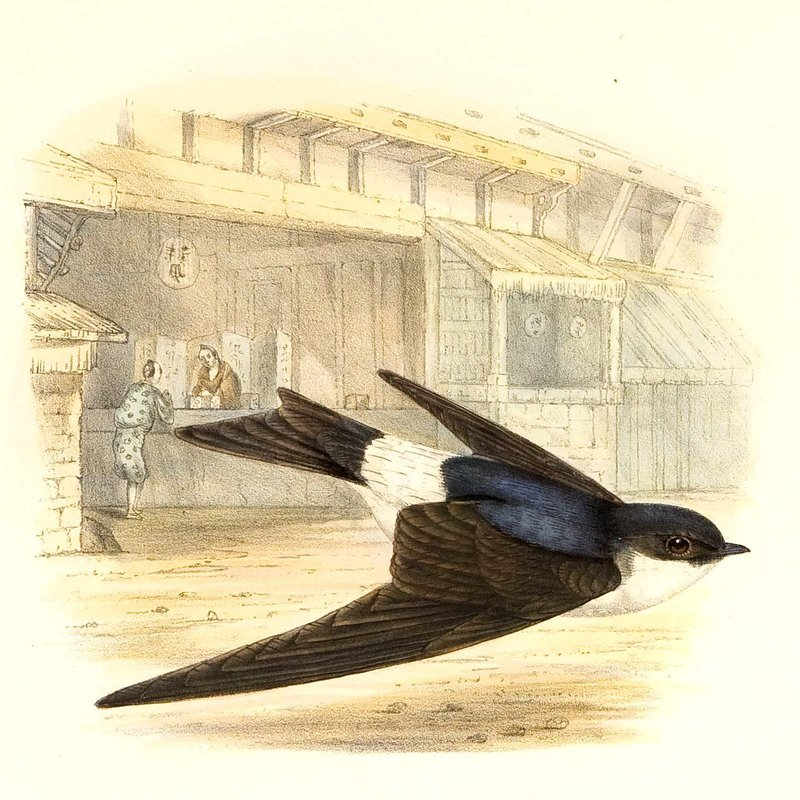
L'Hirondelle de Bonaparte a la queue moins fourchue que l'Hirondelle de fenêtre.

Le croupion blanc pur de l'Hirondelle de fenêtre permet de la distinguer des autres hirondelles très répandues dans le paléarctique : l'Hirondelle rustique (Hirundo rustica), l'Hirondelle de rivage (Riparia riparia) et l'Hirondelle rousseline (Cecropis rufula), bien que le juvénile de cette dernière ait un croupion assez clair. En Afrique, il existe également un risque de confusion avec l'Hirondelle à croupion gris (Pseudhirundo griseopyga), mais cette espèce a le croupion gris et les parties inférieures blanc cassé ainsi qu'une longue queue bien fourchue. L'Hirondelle de fenêtre vole avec 5,3 battements d'ailes par seconde en moyenne, ce qui est plus rapide que les 4,4 battements par seconde de l'Hirondelle rustique, mais sa vitesse de vol de 11 m/s est classique pour les hirondelles.
L'Hirondelle du Népal (Delichon nipalense) se différencie de l'Hirondelle de fenêtre par son menton noir, ses sous-caudales noires et sa queue beaucoup plus carrée. L'espèce la plus ressemblante est l'Hirondelle de Bonaparte (D. dasypus), mais celle-ci a le dessous plus sombre que l'Hirondelle de fenêtre, avec une queue plus courte et à l'échancrure moins profonde. La confusion la plus courante est celle entre les Hirondelles de Bonaparte mâles adultes, qui ont des parties inférieures plus pâles, et la sous-espèce lagopodum de l'Hirondelle de fenêtre, qui a une queue moins fourchue que les sous-espèces de l'Ouest, mais qui montre tout de même encore une fourche plus marquée que D. dasypus.

## Écologie et comportement

### Chant et locomotion

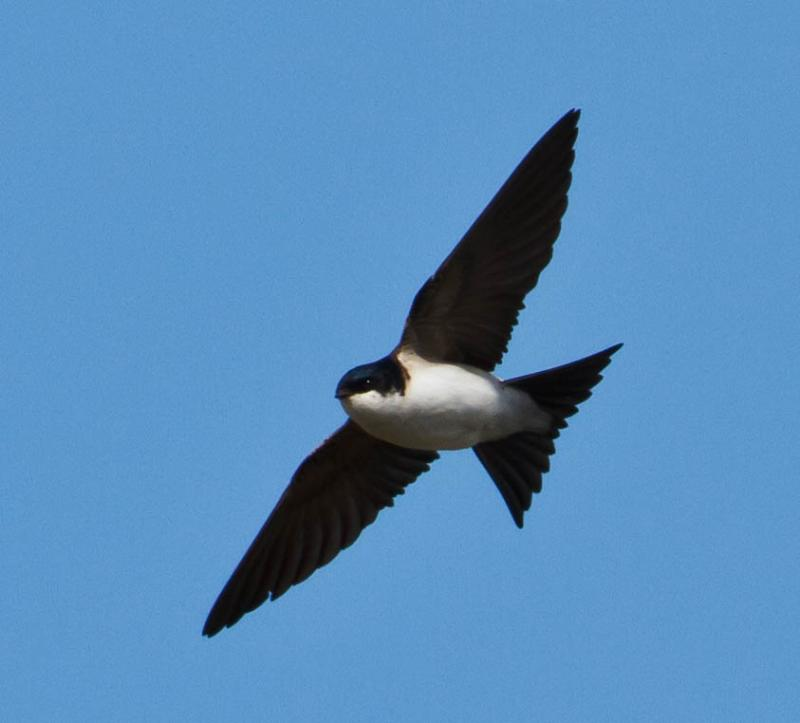
Individu en vol en Islande, où l'espèce niche occasionnellement.

L'Hirondelle de fenêtre est un oiseau bruyant et les colonies poussent des gazouillements incessants. Les cris de contact sont des tchirp et des tshirrip calmes et réguliers, ou des prri secs variants selon l'humeur et les occupations,. Le chant, généralement produit par le mâle et à toute période de l'année, est lent et uniforme, assez gracieux mais pas structuré. Le cri d'alarme est un tchièrr aigu.
Le vol de l'Hirondelle de fenêtre est plus voletant que celui de l'Hirondelle rustique, mais aussi planant et lent quand la seconde file comme une flèche. L'Hirondelle de fenêtre vole également à très haute altitude ; parfois elle frôle le sol ou l'eau du bout des ailes ou de son ventre. Il arrive qu'elle se pose au sol, sur le sable humide par exemple, notamment pour récupérer des matériaux pour la construction de son nid.

### Alimentation

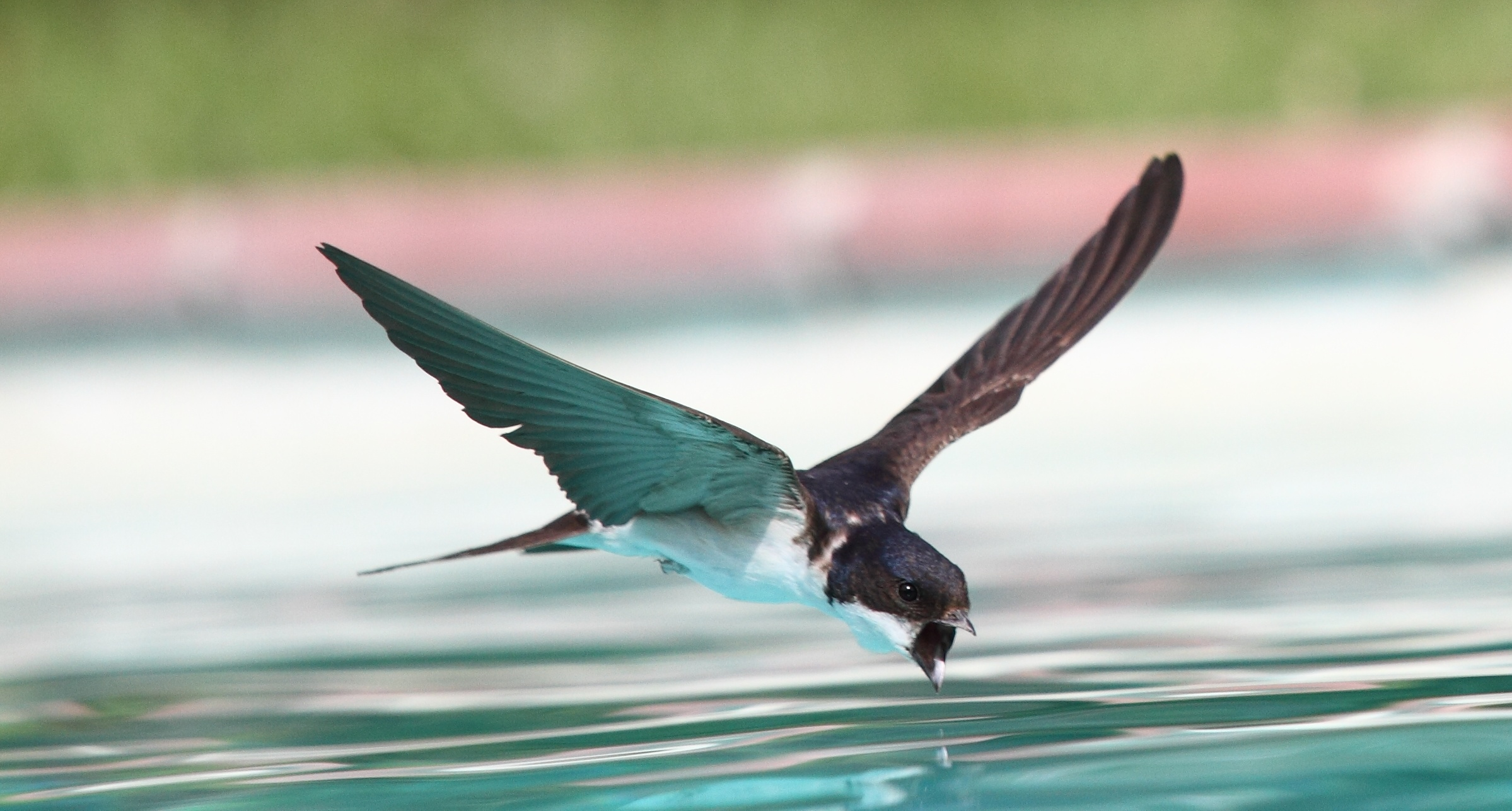
Spécimen en train de s'abreuver en vol.

Les habitudes alimentaires de l'Hirondelle de fenêtre sont similaires à celles d'autres oiseaux insectivores, dont les autres hirondelles et les martinets. Elle capture en vol des insectes de petite taille, qui font partie de ce qui est appelé le « plancton aérien ». Dans les zones de reproduction, les diptères et les pucerons forment une grande partie de son alimentation, et en Europe l'Hirondelle de fenêtre attrape une plus grande proportion de pucerons et de petits diptères que l'Hirondelle rustique. Comme chez cette dernière espèce, les hyménoptères et en particulier les fourmis volantes représentent des ressources alimentaires importantes dans les zones d'hivernage. De petits odonates, lépidoptères, orthoptères ou araignées peuvent compléter son régime.
Cette espèce chasse à une hauteur moyenne de 21 mètres au cours de la saison de reproduction, mais à des hauteurs plus faibles dans des conditions humides. Les terrains de chasse sont généralement à moins de 450 mètres du nid, et l'oiseau préfère les terrains ouverts ou l'eau, cette dernière en particulier lors de mauvaises conditions météorologiques, mais les hirondelles suivent également les bêtes de labour ou de grande taille pour se nourrir des insectes dérangés à leur passage. Sur les aires d'hivernage, la chasse a lieu à plus de 50 mètres de haut.

### Reproduction

#### Construction du nid

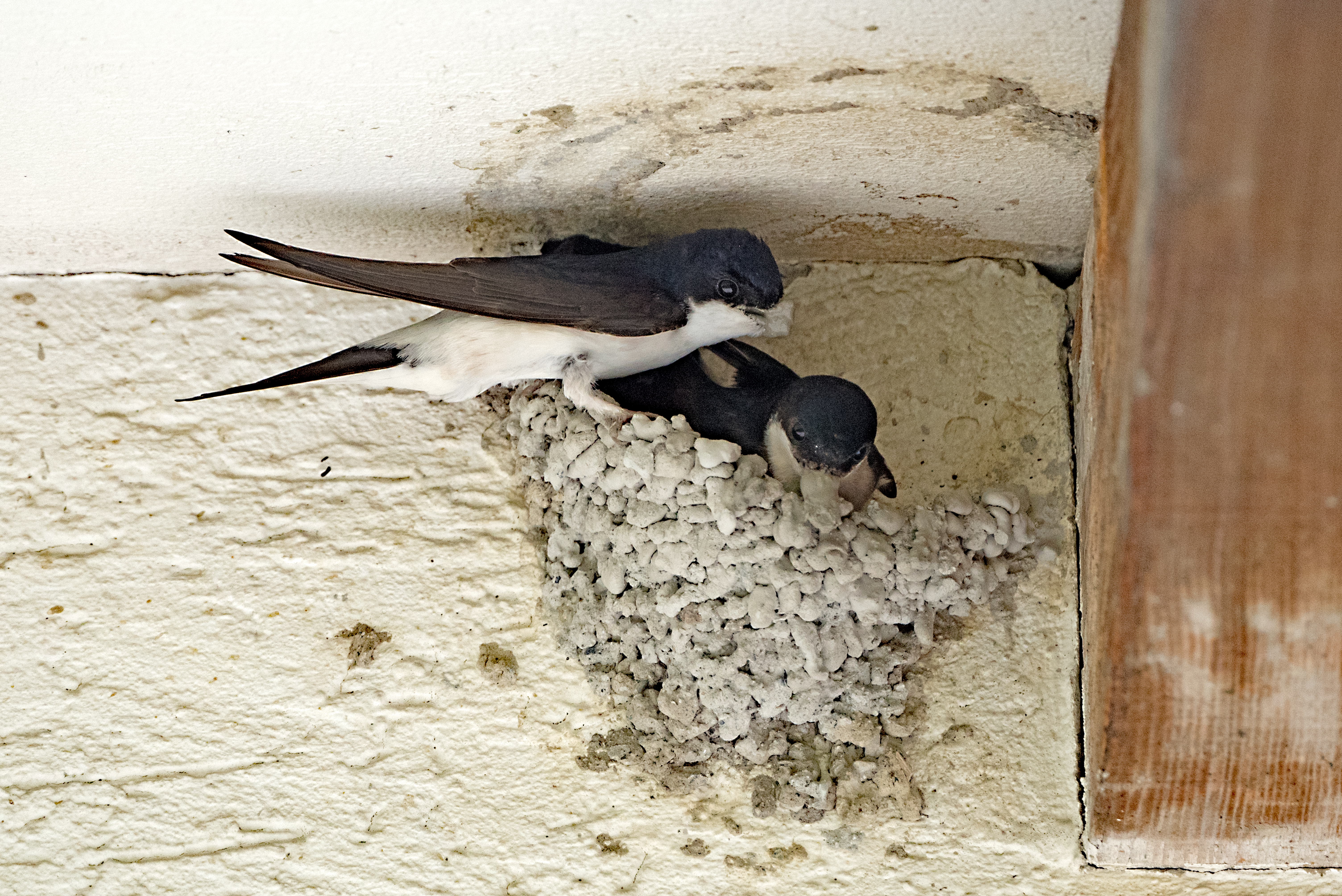
Un couple d'hirondelles de fenêtre construisant son nid.

L'Hirondelle de fenêtre nichait à l'origine sur des falaises et dans des grottes, et certaines colonies nichant sur les falaises existent encore, construisant leurs nids en dessous d'un rocher en surplomb. Elle utilise aujourd'hui communément les structures humaines telles que les ponts et les maisons. Contrairement à l'Hirondelle rustique, elle niche à l'extérieur des bâtiments habités, plutôt qu'à l'intérieur des granges ou des étables. Les nids sont construits à la jonction d'une surface verticale et un surplomb, par exemple sous les corniches ou les avant-toits des maisons, comme sur les génoises, de sorte qu'ils peuvent être renforcés par l'attachement aux deux plans.
Les oiseaux nicheurs retournent en Europe entre avril et mai, et la construction du nid commence entre la fin mars en Afrique du Nord et la mi-juin en Laponie. Le nid est une coupe convexe nettement fermée fixée au-dessous d'un rebord approprié, avec une ouverture étroite dans sa partie supérieure. Il est construit par les deux partenaires avec des boulettes de boue recueillies dans leurs becs, et il est tapissé d'herbes, des cheveux ou d'autres matériaux moelleux. La boue, ajoutée en couches successives, est prélevée à proximité au bord d'étangs, de ruisseaux ou de flaques. L'intérieur est lissé de toute aspérité, les parois fortifiées avec des morceaux de paille. La construction prend de 10 à 18 jours ; le nid mesure de 12 à 15 cm de diamètre pour une hauteur de 9 à 13 cm. L'Hirondelle de fenêtre niche souvent en groupes, et les nids peuvent être construits en coopération. Une colonie de moins de dix nids est classique, mais il a été enregistré des colonies comptant des milliers de nids. Le nid construit, les oiseaux se montrent menaçants ou agressifs, les combats entre mâles pouvant être particulièrement violents. Les Moineaux domestiques (Passer domesticus) tentent souvent de s'emparer du nid pendant la construction, les hirondelles allant nicher ailleurs si les moineaux parviennent à leurs fins. L'entrée du nid est si petite, une fois celui-ci terminé, que les moineaux ne peuvent plus l'occuper.
Après une courte parade, les partenaires s'accouplent au nid. Quatre ou cinq œufs blancs sont pondus, mesurant en moyenne 1,9 × 1,33 centimètre, pour un poids de 1,7 gramme. La femelle se charge de l'essentiel de l'incubation, qui dure normalement 14 à 16 jours. Les oisillons sont nidicoles, et ils quittent le nid à l'âge de 22 à 32 jours, en fonction des conditions météorologiques. Les jeunes à l'envol continuent à être nourris par les parents pendant environ une semaine après avoir quitté le nid. Parfois, les jeunes oiseaux de la première couvée aident à nourrir les petits de la seconde.

#### Élevage des jeunes

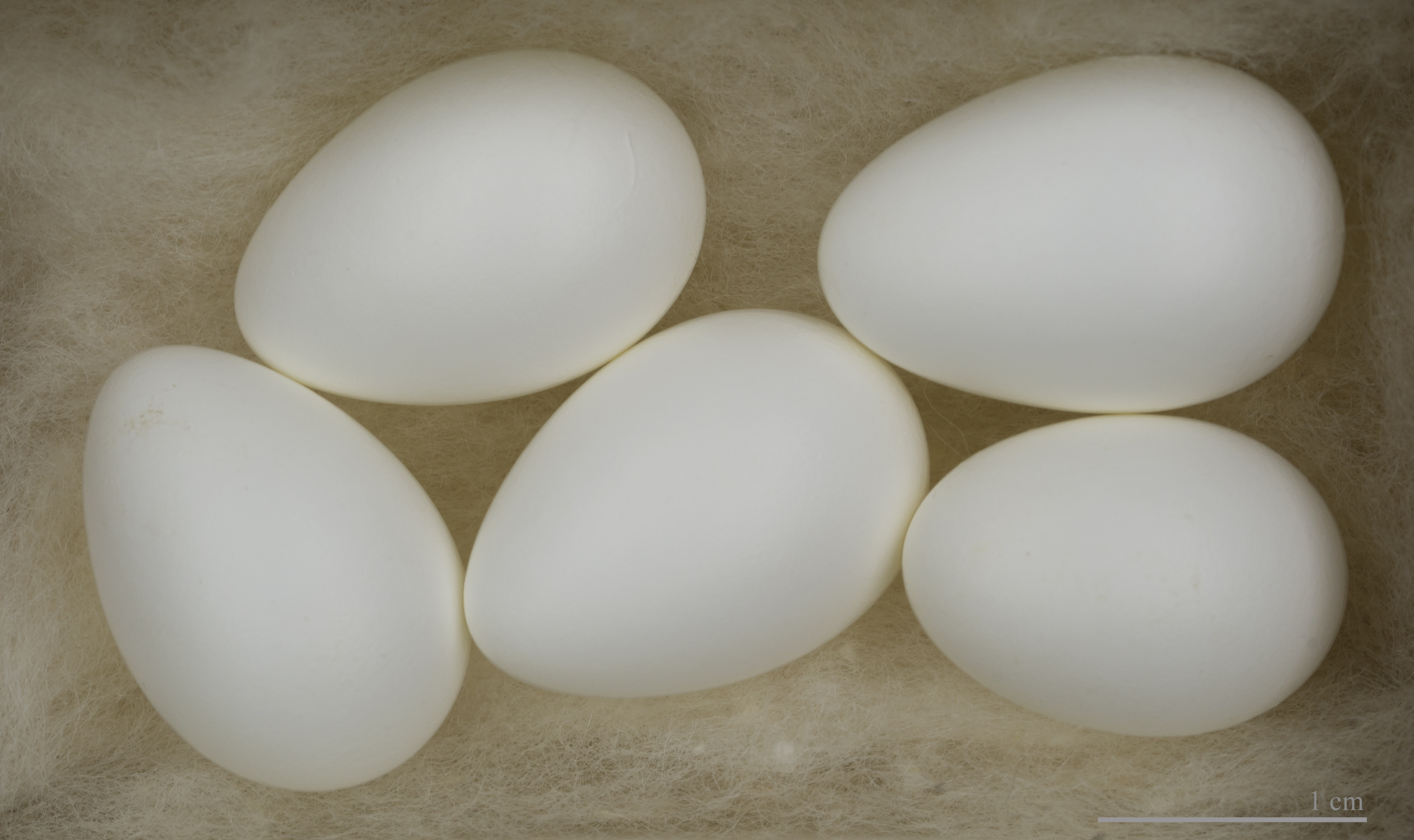
Les cinq œufs d'une ponte d'Hirondelle de fenêtre, dans la collection du Muséum de Toulouse.

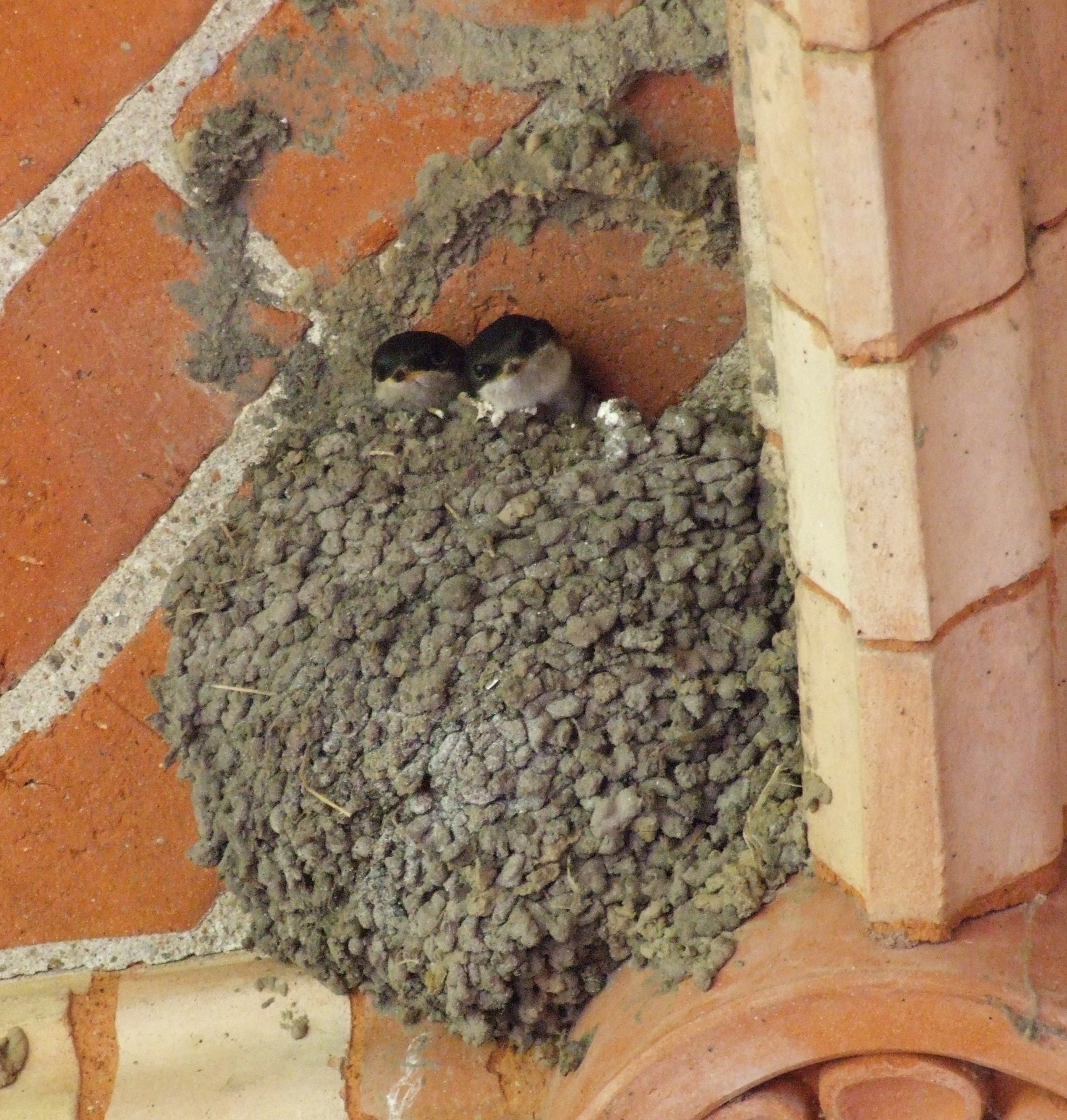
Deux juvéniles dans leur nid.

Il y a normalement deux couvées chaque année, le nid étant réutilisé pour la deuxième couvée ; il est réparé et réutilisé d'année en année. Le succès d'éclosion est de 90 %, et la survie à l'envol entre 60 et 80 %. La mortalité moyenne pour les adultes est de 40-70 % l'année. Une étude britannique a trouvé un taux de survie légèrement en dessous des 40 %, mais allant de 25 à 70 %, dépendant principalement des chutes de pluie dans les zones d'hivernage africaines mais pas de celles des aires de reproduction, ce qui suggère que ce sont les ressources alimentaires des aires d'Afrique qui sont limitantes. Les troisièmes couvées ne sont pas rares, bien que les oisillons éclos sur le tard soient souvent délaissés et meurent de faim. Des individus âgés de 10 et 14 ans ont été enregistrés, mais la plupart vivent moins de cinq ans. Pendant des semaines après avoir quitté le nid, les jeunes se rassemblent en groupes toujours croissants alors que la saison avance et ils peuvent être vus dans les arbres, sur les toits ou sur des fils électriques avec les Hirondelles rustiques. À la fin d'octobre, la plupart des hirondelles de fenêtre ont quitté leurs zones de reproduction d'Europe occidentale et centrale, bien qu'il ne soit pas rare que des oiseaux restent jusqu'à fin novembre et décembre, et les migrations plus méridionales se terminent plus tard.
Une fois les couples établis, les deux partenaires se reproduisent ensemble pour la vie ; les copulations hors couple sont cependant communes, rendant cette espèce socialement monogame génétiquement polygame. Une étude écossaise a montré que 15 % des oisillons ne sont pas liés à leurs pères putatifs, et que 32 % des couvées contenaient au moins un poussin non issu des deux parents. Des mâles intrus sont souvent aperçus rentrant dans le nid d'un autre couple, généralement quand la ponte de leur couple a déjà eu lieu. Le mâle veille d'abord à ce que la femelle passe peu de temps seule au nid et l'accompagne en vol, mais après que la ponte a commencé il relâche sa surveillance, de sorte que le plus jeune oisillon de la nichée est le plus susceptible d'avoir un père différent. L'Hirondelle de fenêtre s'hybride régulièrement avec l'Hirondelle rustique, ce croisement interspécifique étant le plus courant chez les passereaux. La fréquence de ces hybrides a conduit à des suggestions que le genre Delichon n'était pas suffisamment distinct génétiquement de Hirundo pour être un genre à part entière.

### Prédateurs et parasites
Bien que l'Hirondelle de fenêtre soit chassée par le Faucon hobereau (Falco subbuteo), ses compétences aériennes lui permettent d'échapper à la plupart des prédateurs. Elle est le plus vulnérable au sol lors de la collecte de boue. C'est donc une activité collective, avec des groupes d'oiseaux descendant brusquement ensemble sur les flaques de boue.
Cet oiseau compte puces et acariens parmi ses ectoparasites, dont Ceratophyllus hirundinis, et aussi des parasites internes, comme l'endoparasite Haemoproteus prognei vecteur du paludisme aviaire, transmis par des insectes hématophages, dont les moustiques. Une étude polonaise a montré que les nids contenaient généralement plus de 29 spécimens d'ectoparasites, avec C. hirundinis et Oeciacus hirundinis étant les plus abondants.

## Répartition et migration

### Distribution

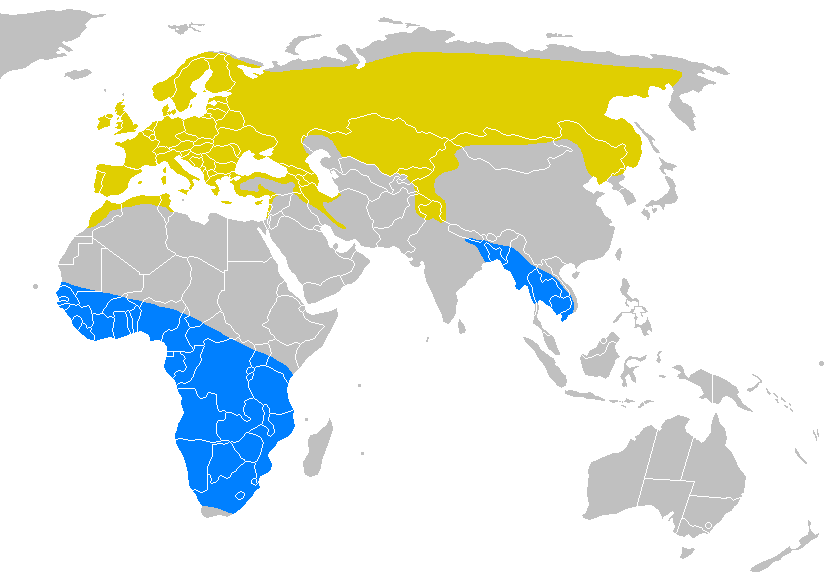
Répartition de l'Hirondelle de fenêtre en Eurasie et en Afrique :
Jaune : zones de nidification
Bleu : zones d'hivernage

L'hirondelle de fenêtre se rencontre dans toute l'Eurasie et la moitié de l'Asie (sauf dans l'extrême nord de la Sibérie) et en Afrique du Nord-Ouest. Les sous-espèces de l'Ouest nichent à travers l'Eurasie tempérée, à l'est jusque vers le centre de la Mongolie et le fleuve Ienisseï, ainsi qu'au Maroc, en Tunisie et dans le Nord de l'Algérie. Elles migrent pour passer l'hiver en Afrique subsaharienne. La sous-espèce D. u. lagopodum niche vers l'est de l'Ienisseï jusqu'à la Kolyma et au sud jusque dans le Nord de la Mongolie et celui de la Chine ; elle hiverne dans le sud de la Chine et en Asie du Sud-Est.

### Habitats
Les habitats préférés de l'Hirondelle de fenêtre sont les paysages ouverts avec une végétation basse, comme les pâturages, les prairies et les terres agricoles, et de préférence près de l'eau, même si elle peut également vivre dans les montagnes, au moins jusqu'à 2 200 mètres d'altitude en Europe, et 4 500 m en Asie. Elle est bien plus urbaine que l'Hirondelle rustique, et fait même son nid dans les centres urbains si l'air y est assez propre. Cette hirondelle est plus susceptible d'être trouvée près des arbres que les autres hirondelles eurasiennes, car ils lui fournissent de la nourriture en insectes et également des endroits où se reposer. Cette espèce n'a pas l'habitude d'utiliser les roselières en tant qu'aires de repos comme le font les Hirondelles rustiques en migration,.
Elle habite des habitats ouverts similaires sur les aires d'hivernage, mais elle est moins visible pendant ces périodes que l'Hirondelle rustique, tendant à voler plus haut et étant plus nomade. Dans les régions tropicales de ses quartiers d'hiver, comme en Afrique de l'Est et en Thaïlande, elle est rencontrée principalement dans les zones les plus élevées,,.

### Migrations
L'Hirondelle de fenêtre est une migrante qui se déplace sur un large front : les oiseaux européens ne convergent pas vers des lieux où le vol est plus facile comme le font les grands oiseaux planeurs, mais traversent directement la mer Méditerranée et le Sahara. Ils migrent en continuant à se nourrir d'insectes en vol, et ils se déplacent généralement en plein jour, bien que certains oiseaux puissent le faire la nuit. La migration présente certains risques ; en 1974, plusieurs centaines de milliers d'oiseaux de cette espèce ont été trouvés morts ou mourants dans les Alpes suisses et les régions avoisinantes, piégés par de fortes chutes de neige et de basses températures. La survie des adultes lors de la migration d'automne dépend principalement de la température, les précipitations étant un autre facteur important. Pour les juvéniles, les basses températures lors de la saison de reproduction sont plus déterminantes. Il est possible que, avec les conditions météorologiques extrêmes qui deviendront plus fréquentes avec le réchauffement climatique, le taux de survie dépende davantage à l'avenir de conditions météorologiques défavorables.
L'Hirondelle de fenêtre retourne à ses aires de reproduction quelques jours après les premières Hirondelles rustiques ; comme cette espèce, en particulier lorsque les conditions météorologiques sont mauvaises, elle se rend rarement directement aux sites de nidification, mais préfère chasser sur de vastes étendues d'eau douce. Il a été rapporté des individus séjournant en Namibie et en Afrique du Sud pour se reproduire au lieu de repartir vers le Nord. Comme cela est fréquent pour un migrant de longue distance, l'espèce est erratique en Alaska et à l'ouest de Terre-Neuve, aux Bermudes et aux Açores,.

## Taxinomie et systématique

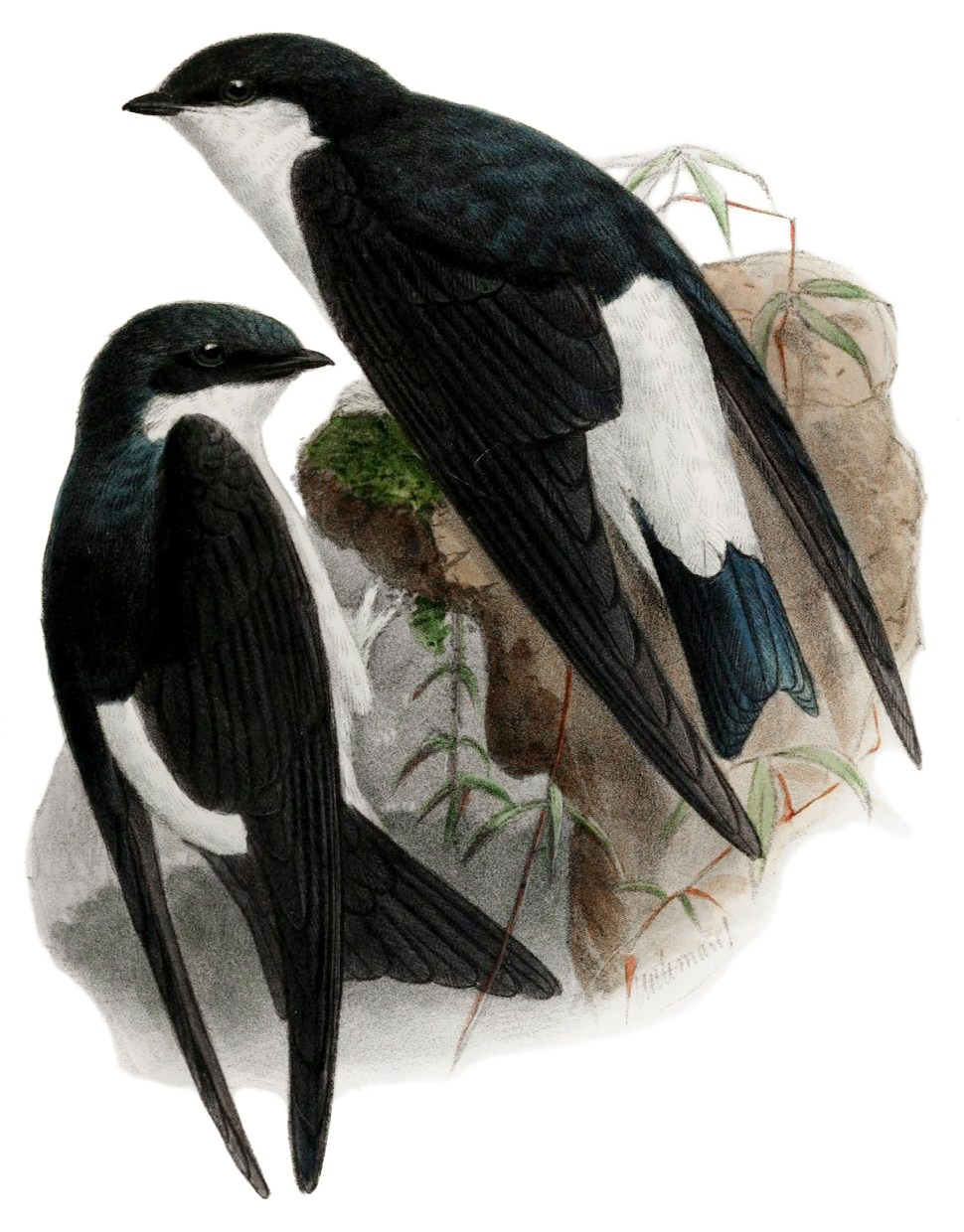
Dessin de 1874 par John Gerrard Keulemans, représentant à gauche une Hirondelle de fenêtre, et à droite une Hirondelle de Bonaparte, reconnaissable à sa courte queue.

L'Hirondelle de fenêtre est scientifiquement décrite par le naturaliste suédois Carl von Linné en 1758 dans son Systema naturæ, sous le protonyme Hirundo urbica. Elle est déplacée vers un nouveau genre, Delichon, par l'entomologiste britannique Frederic Moore et le naturaliste américain Thomas Horsfield en 1854. Delichon est une anagramme du mot de grec ancien χελιδών (chelīdōn), qui signifie « hirondelle », et urbicum signifiant « urbain, de la ville » en latin. La dénomination spécifique est longtemps restée urbica même après le changement de genre, ce qui correspondait alors à une erreur en grammaire latine ; en 2004 l'accord est pris en compte. Les plus proches parents de l'Hirondelle de fenêtre sont les deux autres membres du genre, l'Hirondelle de Bonaparte (D. dasypus) et l'Hirondelle du Népal (D. nipalense).
Le genre Delichon a récemment divergé du genre Hirundo de l'Hirondelle rustique (H. rustica), et ses trois membres sont d'apparences semblables, avec les parties supérieures bleues, un croupion blanc contrastant et des parties inférieures blanches. Dans le passé l'Hirondelle de fenêtre était considérée comme conspécifique avec l'Hirondelle de Bonaparte, qui se reproduit dans les zones montagneuses du centre et de l'Est de l'Asie et qui hiverne en Asie du Sud-Est ; elle ressemble aussi beaucoup à l'Hirondelle du Népal, un résident annuel des montagnes du sud de l'Asie. Bien que ces trois espèces se ressemblent, seule D. urbicum a le croupion et les parties inférieures d'un blanc pur.
Selon le Congrès ornithologique international et Alan P. Peterson il existe trois sous-espèces :
- Delichon urbicum urbicum (Linnaeus, 1758) est la sous-espèce type, représentant les populations occidentales. On la trouve dans toute l'Europe jusqu'à l'ouest de la Sibérie[34] ;
- Delichon urbicum meridionale (Hartert, 1910) est décrite par l'ornithologue allemand Ernst Hartert en 1910 à partir d'un spécimen algérien[36], se trouve autour de la mer Méditerranée, en Afrique du Nord et dans le sud de l'Europe jusqu'au centre sud de l'Asie[34]. Les différences avec la sous-espèce type forment un cline et la validité de cette sous-espèce est donc discutée[4] ;
- Delichon urbicum lagopodum (Pallas, 1811), est décrite par le zoologiste Peter Simon Pallas, vit dans l'Est de l'Asie[34].

Il est probable que les ancêtres des Hirondelles de fenêtre contemporaines nichaient en colonies dans les falaises qu'elles ont quittées au profit des architectures humaines ; il est d'ailleurs toujours décrit des groupes nichant dans les anfractuosités de parois rocheuses dans les régions les plus sauvages.

## L'Hirondelle de fenêtre et l'Homme

### Menaces et conservation

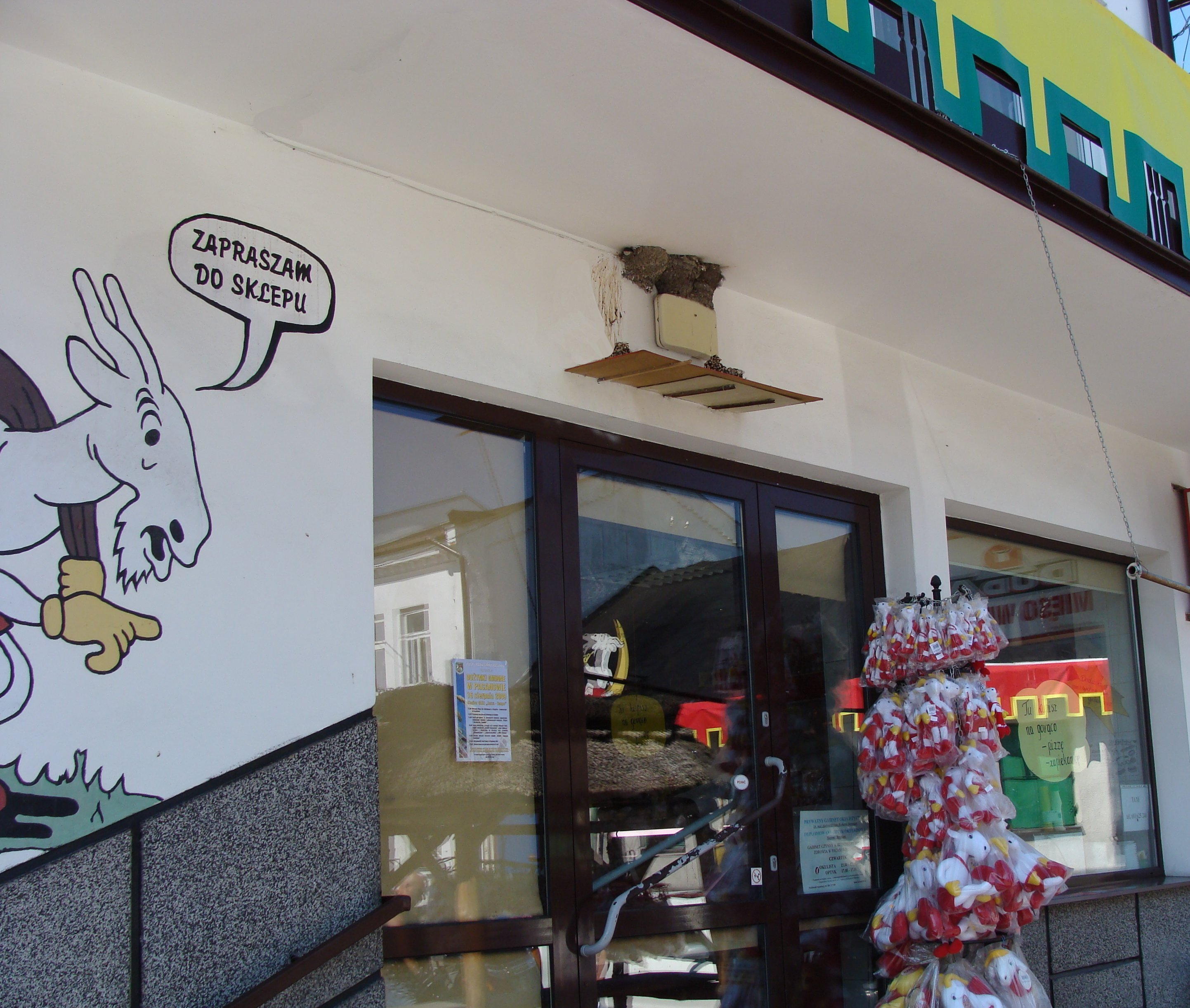
L'entrée d'un magasin est protégée de la chute des fientes par un simple plateau sous les nids d'hirondelles.

C'est une espèce qui a historiquement grandement bénéficié du déboisement et de la création d'habitats ouverts, et des habitations humaines qui lui fournissent une abondance de sites de nidification sûrs fabriqués par l'Homme. 
Vers la fin du XXe siècle, sa population européenne était estimée entre 29 et 72 millions d'individus, et sa population mondiale pourrait être comprise entre 60 et 288 millions d'oiseaux. La tendance démographique mondiale ne peut être quantifiée, mais des preuves de fluctuations et de chutes d'effectifs existent. 
Par manque d'information sur toute son aire de répartition (plus de 16 millions de kilomètres carrés), l'espèce est évaluée comme de « préoccupation mineure » (LC) sur la liste rouge de l'UICN depuis 2004,, et n'a pas de statut spécial pour la Convention sur le commerce international des espèces de faune et de flore sauvages menacées d'extinction (CITES) qui réglemente le commerce international des animaux et des plantes sauvages.

Se nourrissant d'insectes volants (dont les moustiques) l'espèce a généralement été bien tolérée par l'humain quand elle partage ses bâtiments pour la nidification. Mais l'accumulation de fientes sous les nids conduit parfois à des destructions de nids par l'Homme, bien qu'il suffise de poser une planchette sous les nids pour remédier à cet inconvénient.
Comme pour la plupart des oiseaux, les populations peuvent localement fluctuer en raison d'une période de mauvais temps, à la suite de l'empoisonnement par les pesticides agricoles, par manque de boue pour la construction du nid et peut-être par concurrence avec le Moineau domestique.
Mais depuis les années 1970, des déclins généralisés d'effectifs nicheurs (localement alarmants, allant jusqu'à une totale disparition) sont signalés dans le centre et le Nord de l'Europe selon Birdlife International (dont en France selon Dubois & al. en 2008), (ex : chute de 60 % des effectifs en région PACA de 2001 à 2008 selon les résultats du programme STOC). En 2009, la population d'Hirondelle de fenêtre de Sheffield, ville anglaise d'un demi-million d'habitants, était encore estimée à 12 353 individus. En France, l'espèce a connu un déclin régulier (-41 % de 1989 à 2009) sur tout le territoire avant que les effectifs tendent à se stabiliser au début des années 2010 (MNHN,  2013).  Les conditions  météorologiques  sur  les quartiers  d’hivernage  ou  de  reproduction ne peuvent expliquer ce déclin à long terme ; ces causes sont donc à rechercher en Europe avec notamment un manque de sites de nidification et de ressource alimentaire de qualité.

### Dans la culture

Les armoiries de Richard II d'Angleterre comptent cinq martlets.

Cette espèce ne bénéficie pas à son endroit de la richesse des références littéraires comme l'Hirondelle rustique, mais il est possible que certaines mentions de ce dernier oiseau puissent aussi bien se référer à l'Hirondelle de fenêtre. William Shakespeare décrit clairement l'Hirondelle de fenêtre dans Macbeth, par la bouche de Banquo qui attire l'attention de Duncan sur ces oiseaux et leurs nids au château de Macbeth :

« Cet hôte de l'été, le martinet, habitant des temples, cherchant en ces lieux son séjour favori, prouve que l'haleine des cieux les caresse avec amour. Pas une corniche, pas une frise, pas un créneau, pas un seul angle commode où cet oiseau n'ait suspendu son lit et le berceau de ses enfants. Partout où ces oiseaux nichent et abondent, j'ai remarqué que l'air est toujours pur. »

— William Shakespeare, Macbeth, Acte I, Scène VI, traduction de François Guizot.
De vieilles légendes racontent que l'Hirondelle de fenêtre tue les moineaux en fermant l'entrée de son nid avec de la boue quand l'intrus est à l'intérieur, ou en se rassemblant en masse pour tuer l'oiseau. Le martlet de l'héraldique britannique semble se référer à l'Hirondelle de fenêtre, ou peut-être à une autre hirondelle. C'est un oiseau avec des touffes de plumes courtes à la place des pattes, marque de brisure du quatrième fils d'une famille noble, et élément de plusieurs armoiries, dont celles des Plantagenêt. L'absence de pattes représente l'incapacité de l'oiseau à se poser à terre, ce qui explique le lien avec les jeunes fils, également sans terres ; l'oiseau représente également la rapidité. Dans le Midi de la France, l'expression « Esarabi-a coume un barbajoou » signifie « gai comme une Hirondelle de fenêtre ».